# Heinz Zahrnt

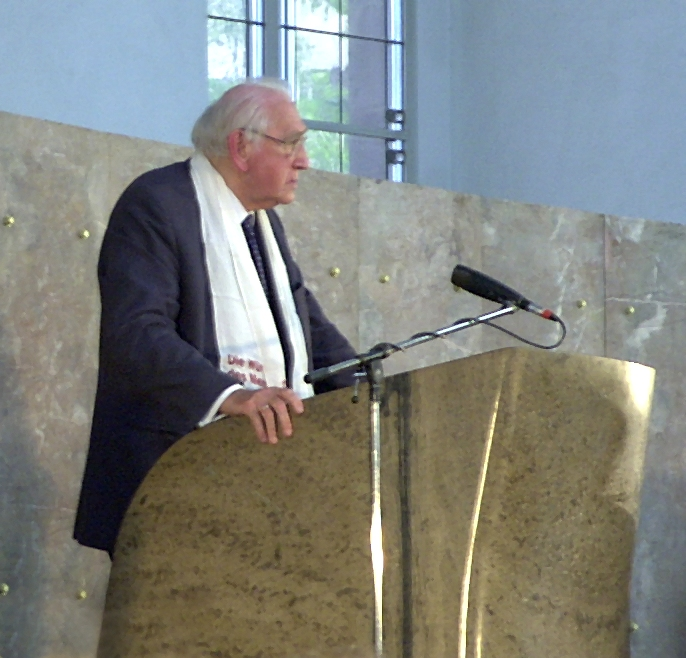
Heinz Zahrnt (2001)

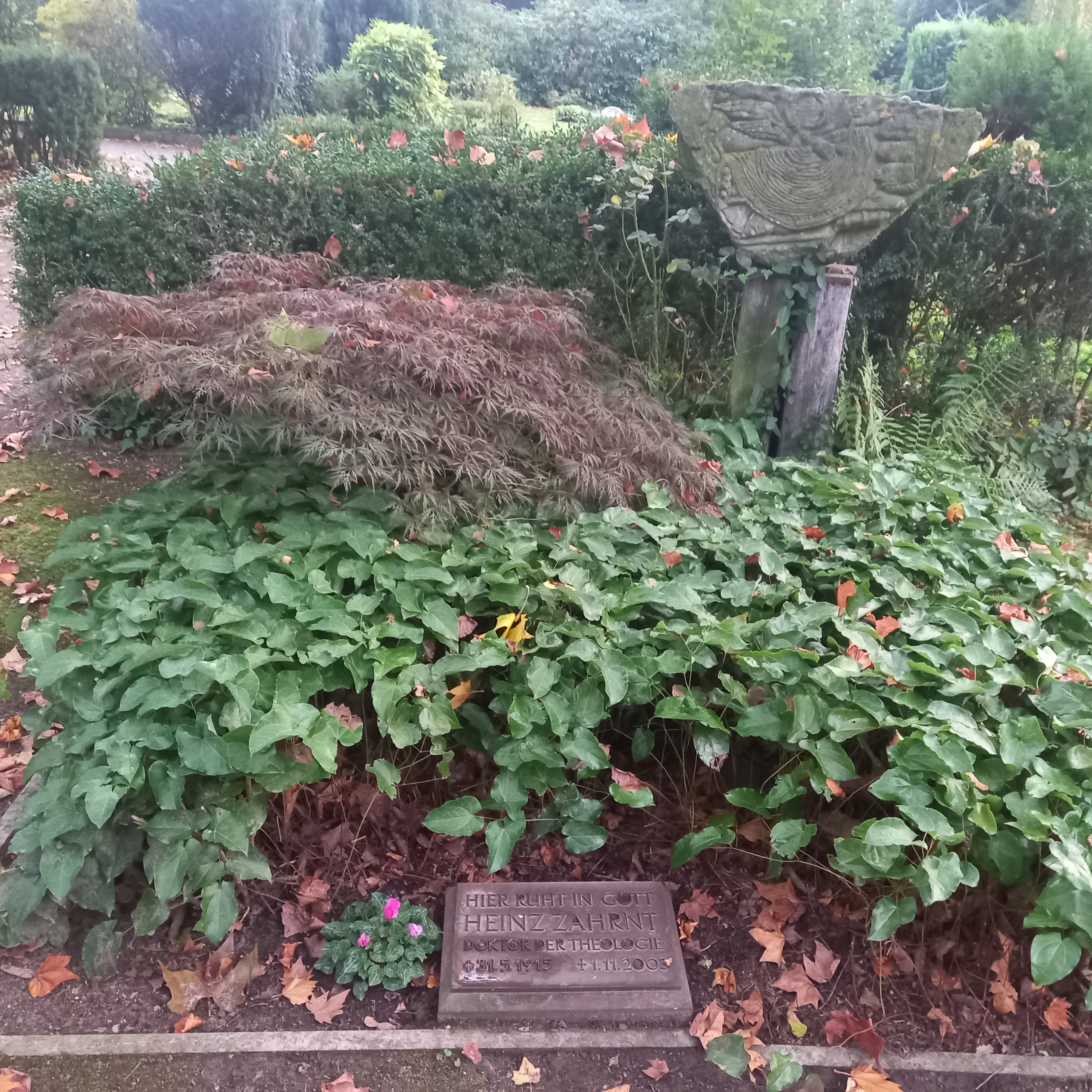
Das Grab von Heinz Zahrnt auf dem Osthofenfriedhof in Soest

Heinz Friedrich Bernhard Zahrnt (* 31. Mai 1915 in Kiel; † 1. November 2003 in Soest) war ein deutscher evangelischer Theologe, Schriftsteller und Publizist.

## Werdegang
Heinz Zahrnt kam als Sohn von Julius Zahrnt, dem Leiter einer Bankfiliale, und dessen Ehefrau Margarete Zahrnt, geborene Neumann, zur Welt. Nach dem Abitur an einem Kieler Gymnasium studierte er in den Jahren 1933 bis 1938 an den Universitäten Kiel, Marburg und Tübingen Evangelische Theologie, Philosophie und Geschichte. In dieser Zeit, zwischen 1934 und 1936, war er Mitglied der Sturmabteilung (SA). 1938 und 1939 legte er seine theologischen Examina ab. 1940 arbeitete er kurzzeitig als Assistent an der Universität Wien bei Gerhard Kittel. Zwischen 1941 und 1945 diente er als Soldat im Zweiten Weltkrieg. Nach Kriegsende übernahm er 1945 zunächst eine Pfarrstelle in Rosenheim, kehrte aber 1946 in seine Heimatstadt Kiel zurück, wo er bis 1951 als Studentenpfarrer tätig war. Während dieser Zeit verfasste er seine Dissertation über Luthers Geschichtsdeutung und wurde 1949 an der Universität Heidelberg zum Dr. theol. promoviert. Von 1950 an schrieb er 25 Jahre lang für das Deutsche Allgemeine Sonntagsblatt in Hamburg und trug als Theologischer Chefredakteur nachhaltig dazu bei, das Blatt als politisches, kulturelles und religiöses Forum zu etablieren.
Von 1960 bis 1999 war Zahrnt Mitglied im Präsidium des Deutschen Evangelischen Kirchentags, von 1971 bis 1973 als dessen Präsident amtierend. Mit seinem theologischen Werk, das auch in zahlreichen Übersetzungen vorliegt, gelang es Zahrnt, einem breiten Publikum die Ergebnisse neuzeitlicher Theologie und deren Auseinandersetzung mit der Religionskritik verständlich zu machen. Über sein Jesusbuch Jesus aus Nazareth. Ein Leben (1987) urteilte Klaus Wegenast: „Ich muß gestehen: Das Buch von Heinz Zahrnt hat mich in seinen Bann geschlagen, obwohl ich immer wieder und an vielen Stellen mein ‚historisches Gewissen‘ dazwischen rufen hörte.“
Er war ab 1971 Mitglied des PEN-Zentrums der Bundesrepublik Deutschland und lebte in Soest. Die Rede auf seiner Beerdigung hielt Margot Käßmann.
Heinz Zahrnt war seit 1939 verheiratet mit Ursula Zahrnt, geborene Pirscher und hatte vier Söhne (Michael, Christoph, Thomas und Sebastian). Sein ältester Sohn ist der Althistoriker Michael Zahrnt.

## Auszeichnungen
- 1988: Bundesverdienstkreuz I. Klasse
- 1999: Verdienstorden des Landes Nordrhein-Westfalen

## Schriften
- Der Mensch an der Grenze. München 1946.
- Theologie zwischen Glaube und Wissenschaft. München 1947.
- Luther deutet Geschichte. München 1952 .
- Probleme der Elitebildung. Hamburg 1953 .
- Der Mensch zwischen Vergangenheit und Zukunft. Hamburg 1955 .
- Es begann mit Jesus von Nazareth. Zur Frage nach dem historischen Jesus. Stuttgart 1960.
- Warten auf Gott – Kirche vor der Reformation. Stuttgart 1961.
- Philosophie und Offenbarungsglaube – Ein Gespräch mit Karl Jaspers. Hamburg 1963.
- Ich frage Sie – Ein Briefwechsel über moderne Theologie mit Hans Asmussen. Hamburg 1964.
- als Hrsg. mit Axel Seeberg: Abschied vom Christentum? Hamburg 1964.
- Die Sache mit Gott – Die protestantische Theologie im 20. Jahrhundert. 1966.
- Gespräch über Gott – Ein Textbuch. 1968.
- Gott kann nicht sterben – Wider die falschen Alternativen in Theologie und Gesellschaft. 1970.
- Wozu ist das Christentum gut? 1972.
- Jesus und Freud. 1972.
- Warum ich glaube – Meine Sache mit Gott. 1977.
- Wie kann Gott das zulassen? Hiob. Der Mensch im Leid-Prüfstein oder Falle? 1985.
- Gotteswende. Christsein zwischen Atheismus und Neuer Religiosität. Piper, München/Zürich 1989, ISBN 3-492-03345-8.
- Mutmaßungen über Gott. Die theologische Summe meines Lebens. 1994.
- Das Leben Gottes. Aus einer unendlichen Geschichte. 1997.
- Glauben unter leerem Himmel. Piper, München 2000, ISBN 3-492-04212-0.
- Es geht um die Existenz Gottes.
- Stammt Gott vom Menschen ab? 1979.
- Jesus aus Nazareth. Ein Leben.
- Leben als ob es Gott gibt.
- Aufklärung durch Religion – Der dritte Weg. 1980.
- Westlich von Eden – Zwölf Reden an die Verehrer und die Verächter der christlichen Religion. Ullstein Sachbuch, 1981, ISBN 3-548-34173-X.
- Martin Luther. In seiner Zeit – für unsere Zeit. 1982.
- Wie kann Gott das zulassen? Hiob – Der Mensch im Leid. 1985.